# Петти, Уильям, 2-й граф Шелбёрн
Уильям Петти-Фицморис, 2-й граф Шелберн, 1-й маркиз Лансдаун (англ. William Petty-FitzMaurice; 2 мая 1737 — 7 мая 1805) — английский дворянин, военный и государственный деятель, член партии вигов. 1-й министр внутренних дел Великобритании с 27 марта по 10 июля 1782 года, премьер-министр Великобритании (4 июля 1782 — 26 марта 1783). Был известен как меценат и коллекционер произведений искусства.

## Ранние годы
Родился 2 мая 1737 года в Дублине. Учился в Оксфорде. Впоследствии служил в армии, дослужился до звания полковника.
В 1760 году впервые был избран в британский парламент.
В 1766—1768 годах был министром по делам колоний и пытался вести примирительную политику в отношении Америки, но не встретил одобрения остальных членов правительства и ушёл в отставку.
Лорд Шелборн был первым министром внутренних дел Великобритании в кабинете лорда Рокингема. После неожиданной его смерти был назначен премьер-министром. 

## Премьер-министр
Шелберн оставался в должности в период с 4 июля 1782 года по 2 апреля 1783 года. Одновременно с должностью премьер-министра занимал должность лидера палаты лордов. В период его недолгого правления Великобритания признала независимость США. Вскоре после ухода в отставку получил титул маркиза Лансдауна и отошел от большой политики.

## Последние годы жизни
Был дважды женат, имел двух сыновей и одну дочь.
Скончался 7 мая 1805 года в Лондоне.